# 美丽卫矛
美丽卫矛（学名：Euonymus perbellus）是卫矛科卫矛属的植物，是中国的特有植物。分布在中国大陆的四川等地，生长于海拔3,100米的地区，常生长在金沙江两岸，目前尚未由人工引种栽培。